# Blatna (Novi Grad)
Pour les articles homonymes, voir Blatna.
Blatna (en serbe cyrillique : Блатна) est un village de Bosnie-Herzégovine. Il est situé dans la municipalité de Novi Grad et dans la république serbe de Bosnie. Selon les premiers résultats du recensement bosnien de 2013, il compte 394 habitants.

## Démographie

### Évolution historique de la population dans la localité
| 1948 | 1953 | 1961 | 1971 | 1981 | 1991 | 2013 |
| ---- | ---- | ---- | ---- | ---- | ---- | ---- |
| -    | -    | 467  | 473  | 478  | 443, | 394  |

|  |

### Communauté locale
En 1991, la communauté locale de Blatna comptait 1 304 habitants, répartis de la manière suivante :